# Біомедична інженерія

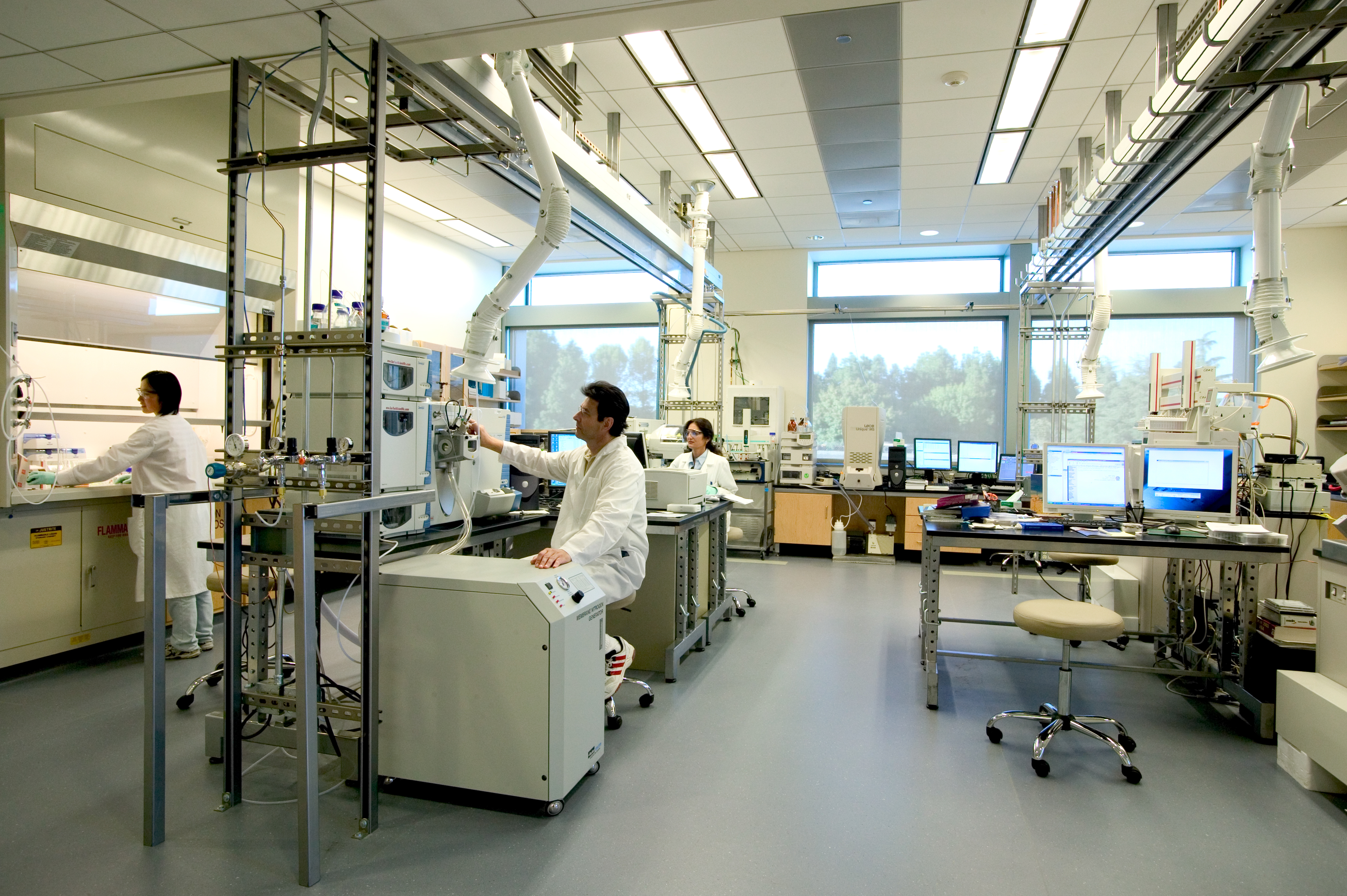
Центр геному та біомедичних наук (Університет Каліфорнії у Девісі, Коледж Інженерії)

Біомедична інженерія (англ. biomedical engineering) — галузь науки і техніки, яка поєднує інженерно-технічні та медико-біологічні знання, засоби і методи для створення, вдосконалення і дослідження природних і штучних біологічних об'єктів та систем, техніки, матеріалів і виробів медичного призначення, технологій і технічних систем діагностики, лікування, реабілітації і профілактики захворювань людини, а також програмного забезпечення та інформаційних технологій для вирішення прикладних і фундаментальних проблем біології і медицини.

## Історія

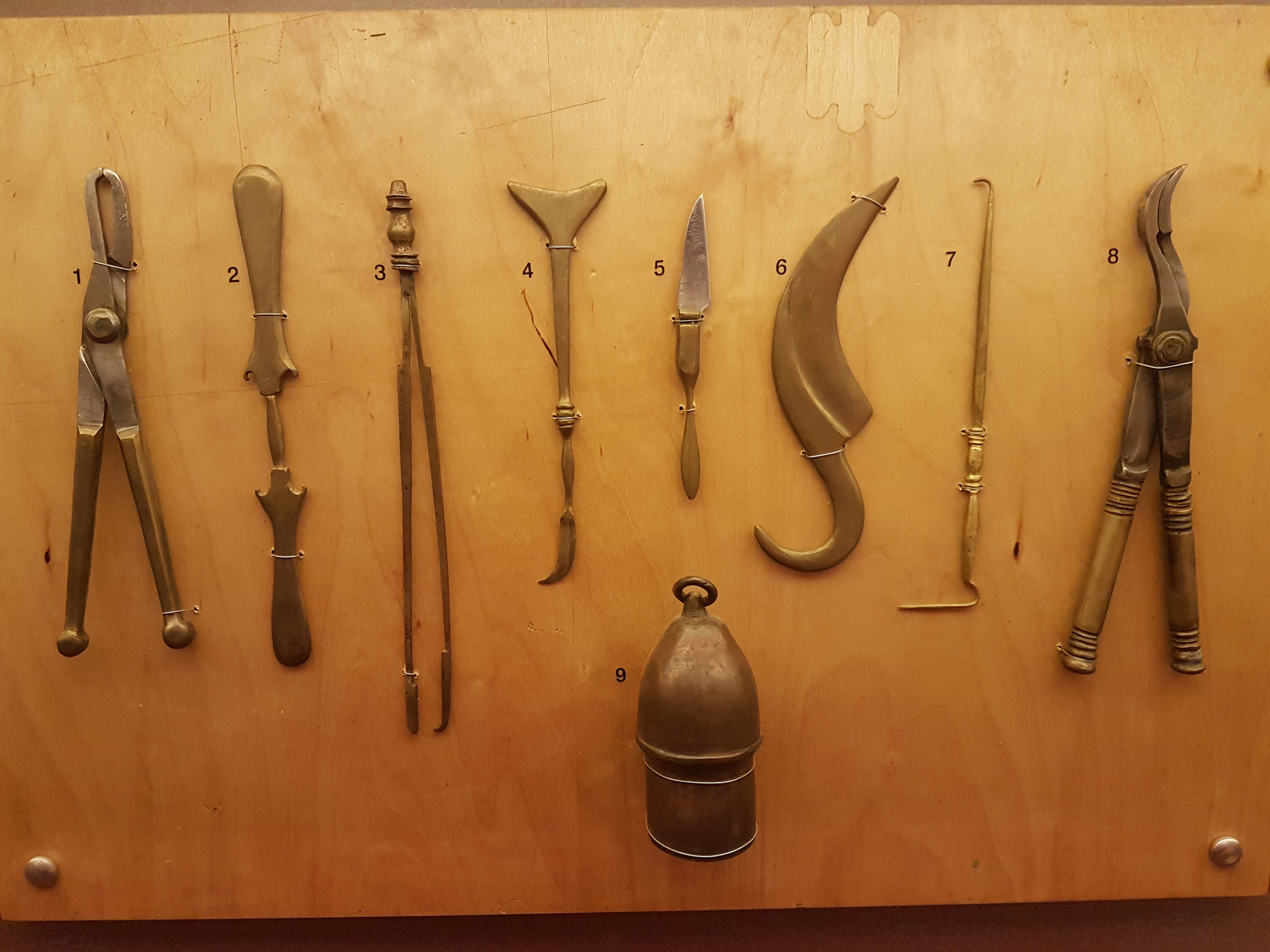
Хірургічні інструменти в Стародавній Греції, 5 століття до н.е. Реконструкція на основі описів у Корпусі Гіппократа. Технічний музей, Салоніки

Історія біомедичної інженерії сягає стародавніх цивілізацій. Єгиптяни відомі своїми знаннями про медицину та людське тіло, використовували шини та бинти для лікування травм, а хірургічний інстрементарій стародавніх греків містив багато інструмнетів ще до часів Гіппократа. Однак біомедична інженерія як визначена галузь виникла в кінці 19-го та на початку 20-го століть, коли інженерні принципи почали систематично застосовуватися до медичних та біологічних проблем. Наприклад, розробка стетоскопа Рене Лаеннеком у 1816 році стала одним з перших поєднань інженерних та медичних наук в новітній науці.

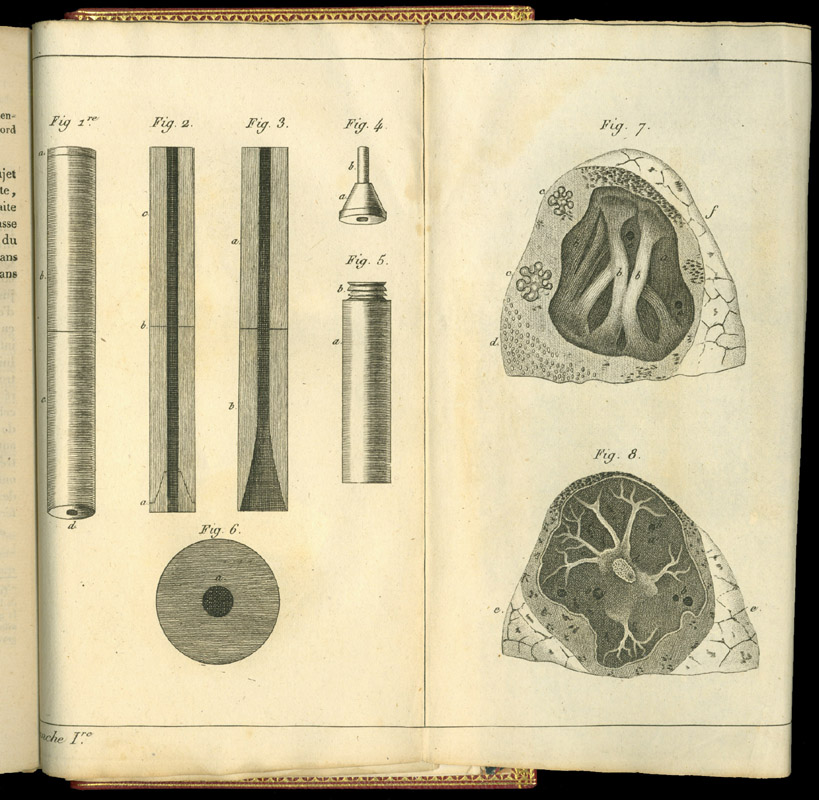
Рене Лаеннек. Перший малюнок стетоскопу. На прикладі аускультації легень.

У першій половині 20-го століття відбулися значні події, які заклали основу для становлення біомедичної інженерії як окремої галузі. Ключові події включають розробку електрокардіографа (ЕКГ) Віллемом Ейнтговеном у 1903 році, який використовував електричні технології для вимірювання серцевої діяльності. До середини 20-го століття було введено термін «біомедична інженерія», і в університетах почали з’являтися перші спеціалізовані кафедри, зокрема в університеті Дюка та університеті Джона Гопкінса.
Період після Другої світової війни призвів до значного прогресу в біомедичній інженерії завдяки появі комп’ютерів та інших цифрових технологій. Успіхи цієї епохи включають розробку апарата штучного кровообігу Джоном Гібоном та Миколою Амосовим для кардіохірургічних операцій на відкритому серці в 1950-х роках і створення першого штучного клапана серця в 1960-х роках. Розвиток сканерів комп’ютерної томографії (КТ) і магнітно-резонансної томографії (МРТ) у 1970-х роках став значним кроком у технологіях медичної візуалізації.

Магнітно-резонансна томографія (МРТ) головного мозку, яка одночасно демонструє прогресивні зрізи в поперечній, сагітальній і фронтальній площинах.

Наприкінці 20-го та на початку 21-го століть біомедична інженерія розгалужилася на такі спеціальні галузі, як біоінформатика, біомеханіка, тканинна інженерія та інші. Завершення проекту «Геном людини» що досліджував весь геном людини у 2003 році започаткувало нову еру персоналізованої медицини та біоінформатики, у якій величезні обсяги біологічних даних можна аналізувати для розробки індивідуальних стратегій лікування.
На початку 2020-х біомедична інженерія продовжує бути галуззю, що швидко розвивається, завдяки прогресу в таких сферах, як нанотехнології, дослідження стовбурових клітин і штучний інтелект. Такі інновації, як носимі технології та телемедицина, змінюють догляд за пацієнтами, тоді як нові розробки тканинної інженерії та регенеративної медицини обіцяють прорив у лікуванні хвороб, які колись вважалися невиліковними. Біомедична інженерія продовжує стимулювати інновації та досліджувати перспективні технології та їх застосування в охороні здоров’я та медицині.

## Принципи та методи

### Основні біологічні принципи
Розуміння основних біологічних принципів є основою для біомедичних інженерів. Це включає розуміння клітинної структури, клітинних функцій і складних клітинних взаємодій, які складають основу життя. Такі теми, як структура та функція білка, ДНК та РНК (їх структури, ролі, реплікація, транскрипція та трансляція), клітинний метаболізм та клітинні сигнальні шляхи важливі для біомедичної інженерії, особливо в сферах клітинної, тканнинної, органної, нейро та інших біомедичних інженерій. Вони дають необхідне розуміння для ефективної взаємодії між інженерією та біологією.

### Біомеханіка
Біомеханіка — це застосування механічних принципів до біологічних систем. Це важливо для розуміння фізичної взаємодії між тілом людини та медичними пристроями, а також допомагає в розробці таких пристроїв. Біомеханіка також досліджує такі принципи, як статика та динаміка, механіка рідини, взаємозв’язок напруги та деформації в біологічних тканинах, механічна поведінка біологічних матеріалів, а також кінематика та кінетика руху тіла. Застосування цих принципів допомагає біомедичним інженерам розробляти кращі протези, хірургічні інструменти та інші медичні пристрої.

### Біоматеріали
Біоматеріали — це речовини, створені для взаємодії з біологічними системами з медичною метою. Теми в цьому розділі охоплюють типи біоматеріалів, включаючи метали, кераміку, полімери та композити, їхні фізичні та хімічні властивості, їх взаємодію з біологічними системами, а також їх поточне та потенційне майбутнє використання в різних медичних сферах застосувань. Знання в цій галузі є важливими для проектування медичних пристроїв, тканинної інженерії, систем доставки ліків та багатьох інших аспектів біомедичної інженерії.
Біомедичні матеріали — це матеріали, які виготовляються або обробляються, щоб бути придатними для використання як медичні пристрої (або їх компоненти), і які зазвичай призначені для тривалого контакту з біологічними матеріалами. Прикладами біомедичних матеріалів є протези, відновлені тканини та внутрішньовенні катетери.
Нанобіоматеріали — наноматеріали, що використовуються у біомедичній інженерії, зокрема, для лікування раку, для ортопедичних замін суглобів, для медичної діагностики, для виготовлення кісткових пластин, для загоєння ран, для регенерації нервів, для грудних імплантатів, у стоматологічних процедурах тощо.

#### Біологічна сумісність
Одним із фундаментальних принципів біомедичної інженерії є біосумісність. Біосумісність відноситься до здатності матеріалу співпрацювати з відповідною реакцією господаря в конкретній ситуації. Ця концепція має вирішальне значення для успішного застосування медичних імплантатів, пристроїв або будь-якого матеріалу, призначеного для взаємодії з тілом. Теми включатимуть критерії біосумісності, токсичності, реакції організму на сторонні речовини та методи оцінки біосумісності. Глибоке розуміння цього принципу дозволяє інженерам створювати медичні пристрої та матеріали, придатні для тривалого використання в організмі людини.

### Біологічні сигнали та сенсори
Біологічні сигнали, такі як, наприклад, електричні імпульси, що генеруються серцем (ЕКГ), мозком (ЕЕГ) і м’язами (ЕМГ), є ключовими елементами багатьох діагностичних і терапевтичних застосувань. Вимірювання та запис біологічних сигналів за допомогою різних типів датчиків, а також їх подальший аналіз та інтерпретація є важливими для медичної діагностики, моніторингу, профілактики та лікування. Ці знання мають вирішальне значення для розробки пристроїв, які досліджують здоров’я пацієнтів, діагностують захворювання та направляють лікування.

### Візуалізація

Анімована трактографія (дифузійна МРТ) головного мозку

Технології біомедичної візуалізації, такі як КТ, МРТ, ультразвук та інші, зробили революцію в медицині, дозволивши неінвазивно візуалізувати внутрішні структури та процеси тіла. Біомедична інженерія досліджує фізику та принципи, що лежать в основі цих модальностей зображення, а також методи отримання, реконструкції, обробки та аналізу зображень. Розуміння цих принципів може допомогти в розробці та оптимізації нових технологій і протоколів візуалізації.

### Медичний інструментарій
Біомедичнна інженерія передбачає застосування електроніки та методів вимірювання для розробки пристроїв, які використовуються як для власне досліджень в біомедичній інженерії, так і проектуються прилади для діагностики та лікування захворювань в медицині. БІомедичниа інженерія включає в себе принципи теорії електричних ланцюгів, сенсорної технології та обробки сигналів у контексті проектування та використання медичних пристроїв, систем моніторингу пацієнтів та багато інших медичних технологій.

### Тканинна інженерія
Тканинна інженерія — це біомедична інженерна дисципліна, яка використовує комбінацію клітин, інженерії, матеріалознавства і відповідних біохімічних і фізико-хімічних факторів для відновлення, підтримки, покращення або заміни різних типів біологічних тканин та органів, і є, також, частиною регенеративної медицини.

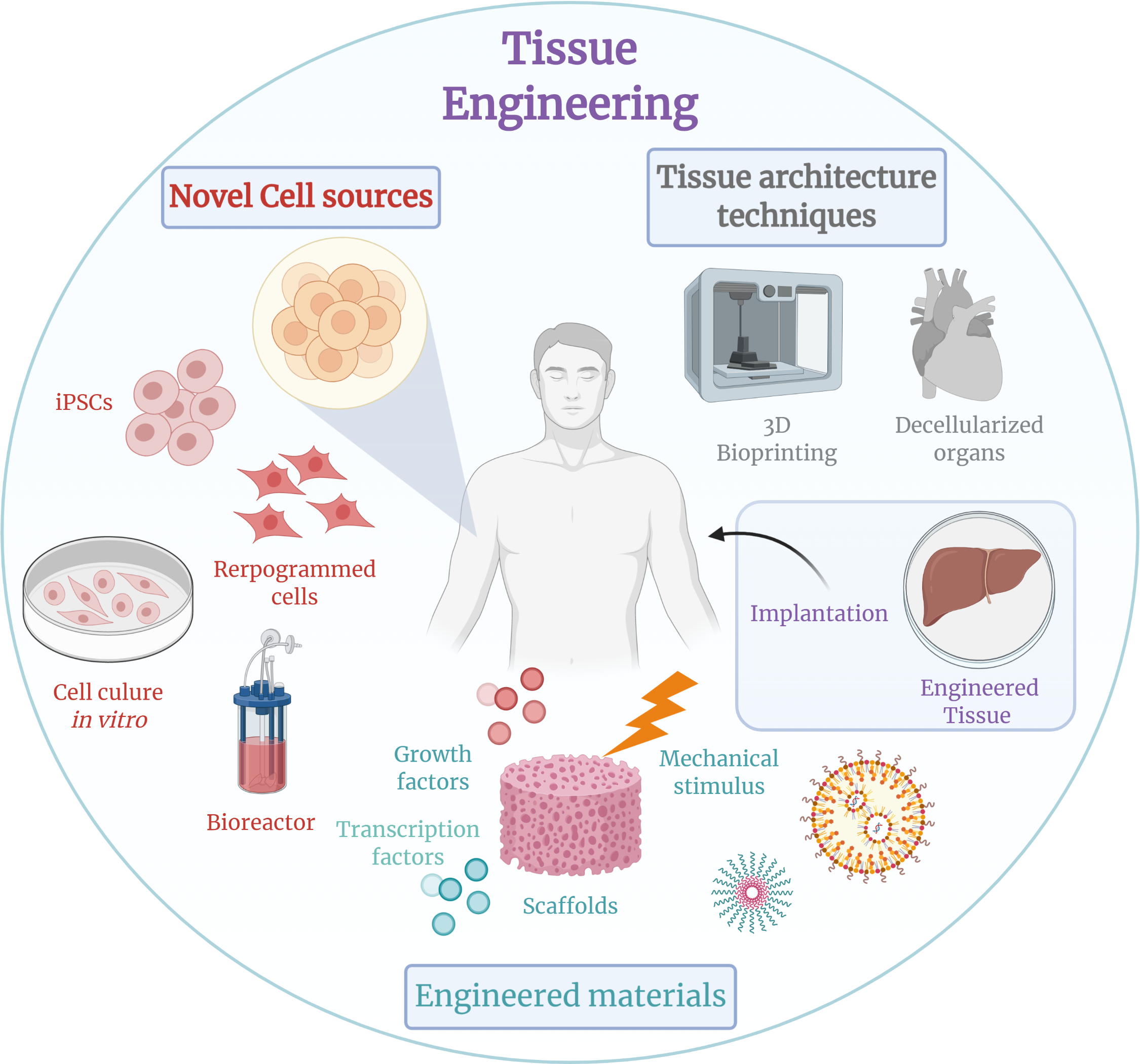
Тканинна інженерія

### Генетична інженерія
Генетична інженерія передбачає маніпуляції з ДНК організму для досягнення бажаних ознак. У контексті біомедичної інженерії методи генної інженерії використовуються для створення генетично модифікованих клітин або організмів для виробництва терапевтичних білків, генотерапії або вивчення захворювань, для створення нових біоматеріалів, а також для проектування та дослідження систем редагуваня генома для молекулярної медицини. Біомедична інженерія розглядає основні принципи та методи генної інженерії, включаючи клонування ДНК, ПЛР, синтетичну геноміку, методи редагування генів (такі як CRISPR-Cas9), трансгенні організми тощо.

### Системна біологія та обчислювальна біологія
Системна біологія — це вивчення систем біологічних компонентів, якими можуть бути молекули, клітини, організми або цілі види.
Обчислювальна біологія та біоінформатика використовують аналіз даних і теоретичні методи, математичне моделювання та методи обчислювального моделювання для вивчення біологічних, поведінкових і соціальних систем. Біомедична інженерія досліджує як ці принципи можна використовувати для аналізу складних біологічних систем і прогнозування їх поведінки, що є вирішальним для розуміння механізмів захворювання та розробки нових методів лікування.

## Спеціалізації та напрямки

### Біомеханіка

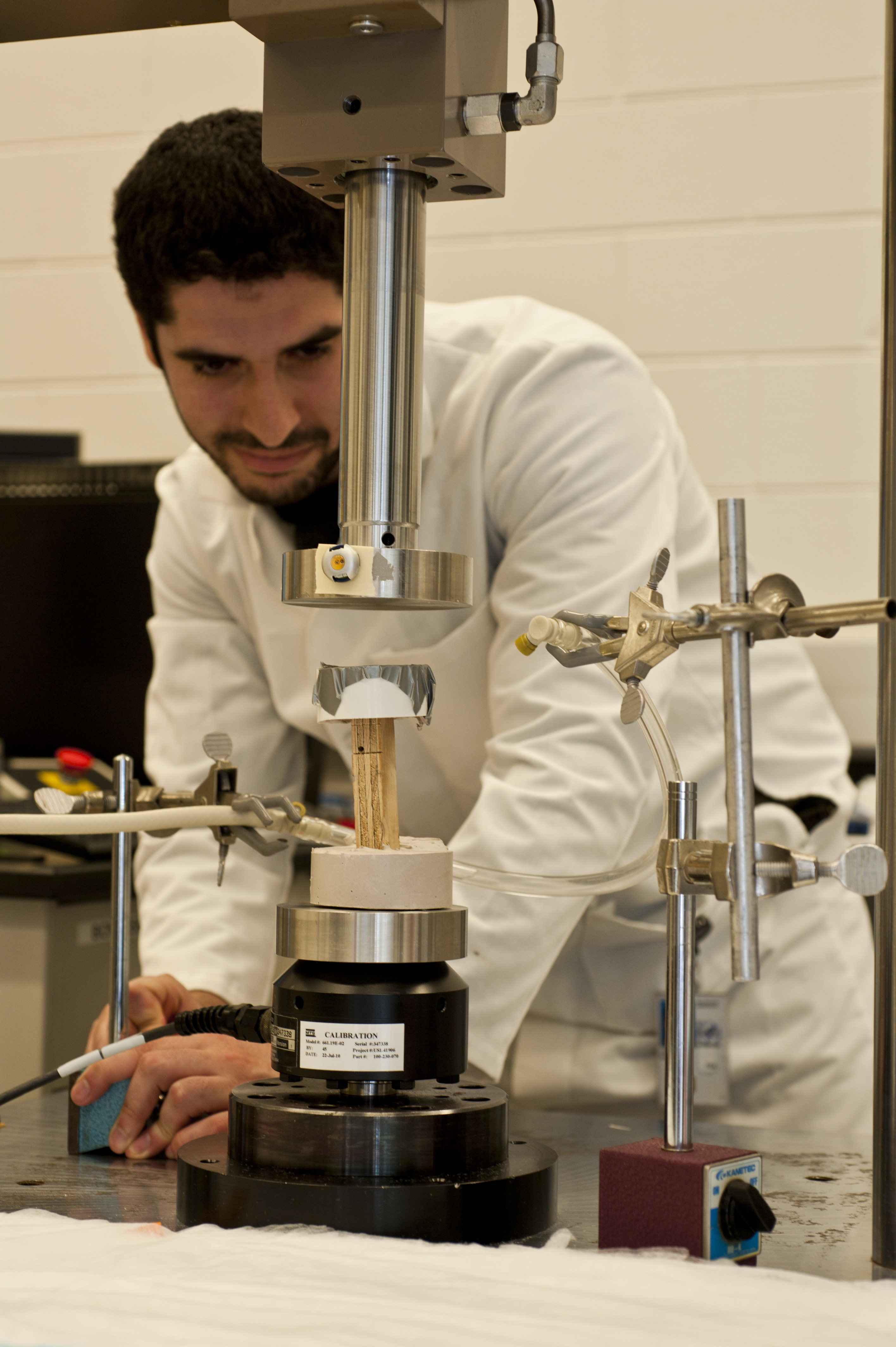
Біомедичний інженер тестує каркас фрагменту кістки на осьове механічне навантаження

Біомеханіка — це розділ біомедичної інженерії, який застосовує принципи механіки для розуміння та відтворення біологічних систем і структур організму. Це міждисциплінарна галузь, яка поєднує концепції інженерії, фізики та біології для вивчення сил, які діють на людське тіло та в людському тілі.
У контексті біомедичної інженерії до біомеханіки відносяться:
- Статична та динамічна біомеханіка: ця галузь вивчає, як сили діють на тіло людини під час руху (динаміка) і в стані спокою (статика). Така біомеханіка передбачає застосування законів руху Ньютона для аналізу рухів тіла, м’язової активності та навантажень на суглоби, і широко використовується при розробці ортопедичних імплантатів, протезів та ортезів.[39][22]
- Клітинна та молекулярна біомеханіка: ця область фокусується на механічній поведінці клітин і молекул.[40][41][42][43] Це має значні наслідки для розуміння захворювань на клітинному та молекулярному рівнях та розробки цільових методів лікування, включно з доставкою ліків, що досліджує наномедицина.[44][45][46]
- Біомеханіка тканин: у цій галузі досліджуються механічні властивості м’яких і твердих тканин, включаючи серце, кровоносні судини, хрящі, кістки та шкіру. Знання в цій галузі є вирішальними для розробки медичних пристроїв, тканинної інженерії та розуміння хвороб, пов’язаних із тканинами.[47][48][49]
- Біомеханіка рідин (біофлюїдна механіка[50]): Ця галузь вивчає поведінку біологічних рідин, таких як потік крові та повітря в організмі.[51][52] Це має вирішальне значення для розуміння, профілактики, лікування та реабілітації при патологічних станах, пов’язаних із кровообігом і диханням, і є ключовим у розробці таких пристроїв, як серцеві насоси[53][54][55] та апарат штучної вентиляції легень[56].
- Ортопедична біомеханіка: ця спеціалізація розглядає механіку кісток, суглобів і м’язів. Ортопедична біомеханіка відіграє важливу роль у розробці та оцінці ортопедичних пристроїв, таких як штучні суглоби, кісткові гвинти та пластини, а також у розумінні та лікуванні таких захворювань, як остеопороз і артрит.[20][57][58][59][60]

### Біоматеріали
Біоматеріали — розробка та вдосконалення, природних, штучних і комбінованих речовин, які використовуються в медичних пристроях, або контактують і взаємодіють з живою тканиною як імплантати і не тільки. (Див. також Біополімери, Біосенсор, Наносенсор, Зелені нанотехнології, Біомолекулярна електроніка, ДНК-комп'ютер)
У контексті біомедичної інженерії біоматеріали — це речовини — синтетичні чи природні — які використовуються в медичних пристроях або в контакті з біологічними системами. Вони призначені для взаємодії з біологічними системами для оцінки, лікування, покращення чи заміни будь-якої частини певної тканини, органу чи функції тіла.
Ці матеріали, зазвичай, мають бути біологічно сумісними, тобто вони не повинні викликати жодних побічних реакцій при введенні в організм. Вони також можуть бути біорозсмоктуваними, тобто вони можуть бути розщеплені та засвоєні організмом з часом.
Деякі класи біоматеріалів:
- Метали: вони часто використовуються в ортопедичних цілях через їх високу міцність і міцність. Загальні приклади включають неіржавна сталь і титанові сплави[61], які використовуються для заміни суглобів або зубних імплантатів.
- Кераміка: ці матеріали, включаючи гідроксиапатит і біоскло, часто використовуються для ортопедичних і зубних імплантатів через їх схожість з мінералами кістки.[62]
- Полімери: як біоматеріали в біомедичній інженерії можливо використовувати як природні біополімери[63][64][65][66][67], так і синтетичні полімери.[68][69][70] Приклади включають колаген, желатин і гіалуронову кислоту з природних джерел, а також полілактид (полімолочну кислоту, PLA), полігліколеву кислоту (PGA) і поліетиленгліколь (PEG) із синтетичних джерел.[71][72] Вони часто використовуються для систем доставки ліків в наномедицині, скаффолдів (каркасів) в тканинної інженерії[73] та швів в хірургії.[74]
- Композити: поєднують властивості різних класів біоматеріалів для отримання оптимізованих властивостей.[75] Прикладом може бути використання полімерних композитів, армованих вуглецевим волокном, в ортопедії.
- Біологічні матеріали: матеріали, отримані з біологічних джерел, такі як алотрансплантати (тканина іншої особини того ж виду) і ксенотрансплантати (тканина особини іншого виду).[76]

### Тканинна інженерія

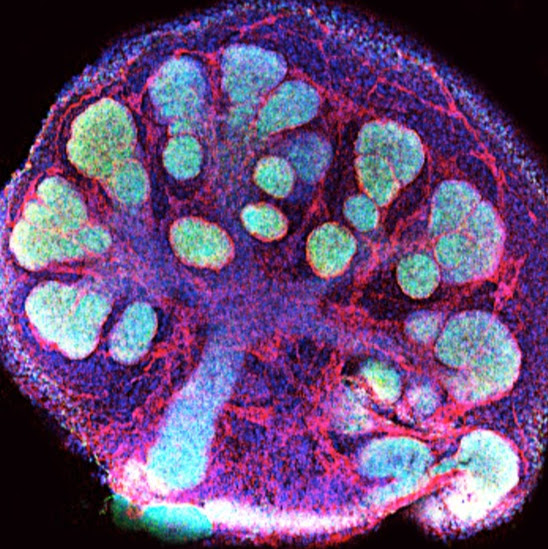
Органоїд слинної залози миші росте in vitro

Тканинна інженерія — це міждисциплінарна галузь, метою якої є розробка функціональних тканин і органів для заміни або відновлення пошкоджених. Біомедична інженерія поєднує принципи клітинної біології (індуковані плюрипотентні стовбурові клітини), біоматеріалів та біоінженерії, для проектування та виготовлення культур клітин, біополімерних каркасів, органоїдів, а також дизайну біореакторів та пристроїв для біодруку для культивації органоїдів, частин тканин та друку органів.

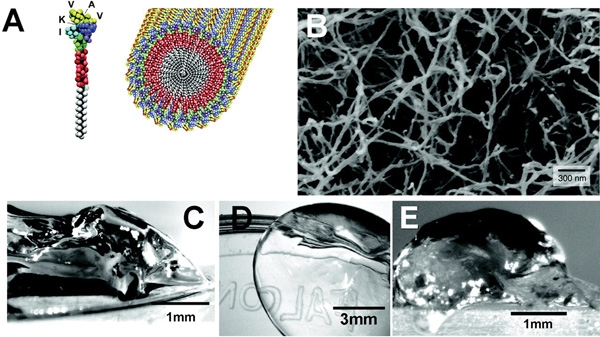
Пептидні бірозкладні каркаси для тканинної інженерії нервової тканини

Каркаси (скаффолди) діють як опорні структури, які імітують позаклітинний матрикс і забезпечують основу для прикріплення, росту та диференціації клітин. Клітини висівають на ці каркаси за допомогою методів клітинної культури, що дозволяє їм прилипати та розмножуватися, утворюючи тканиноподібні структури. Матеріали скелетів різноманітні, включаючи природні полімери (наприклад, колаген, фібрин), синтетичні полімери (наприклад, полілактид, полігліколід) і гібридні матеріали для оптимізації механічних і біологічних властивостей.
Диференціація клітин від початкового стану до більш спеціалізованого фенотипу є критичним аспектом тканинної інженерії. Умови культивування клітин, включаючи фактори росту, хімічні сигнали та механічні сили, ретельно контролюються, щоб керувати диференціацією клітин за певними лініями. Маніпулюючи культуральним середовищем, дослідники можуть стимулювати клітини розвиватися в бажані типи клітин, що призводить до формування функціональних тканин.
Останні досягнення в техніці культивування клітин дозволили створювати органоїди — мініатюрні, спрощені версії органів — in vitro.  Ці тривимірні структури формуються за допомогою точних умов культивування клітин, які імітують середовище in vivo. Органоїди повторюють архітектуру та функції певних тканин або органів, забезпечуючи безцінні моделі для вивчення процесів розвитку та механізмів захворювання, а також реакції на ліки в персоналізованій медицині та розробці нових ліків. Крім того, такі органоїди відкривають великі можливості для регенеративної медицини, наприклад, в лікуванні інсульту чи травм голомного мозку. (див. також Органоїд, Інженерія нервової тканини)

### Генетична та клітинна інженерії

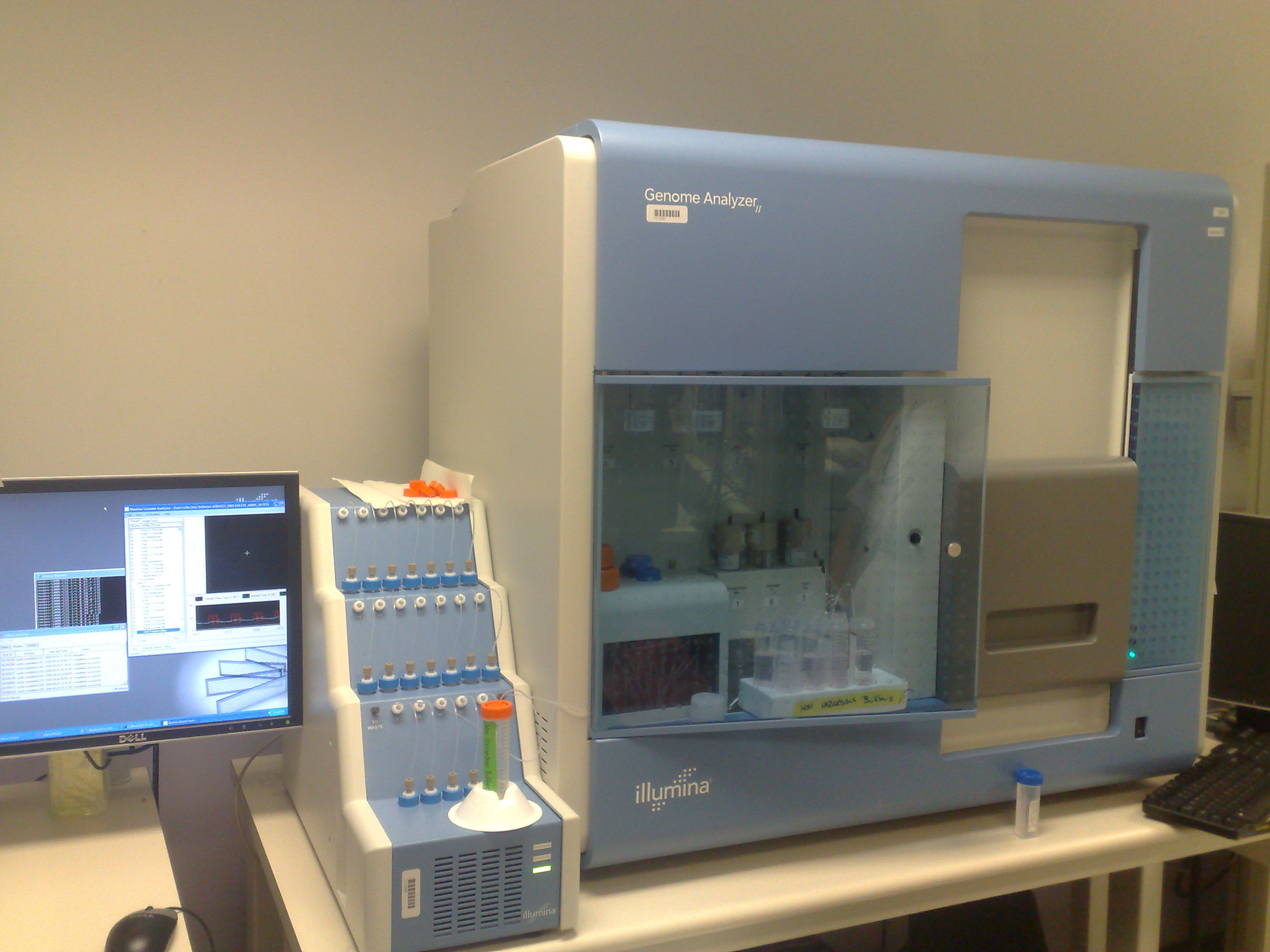
Апарат для секвенування геному Illumina Genome Analyzer II

Генетична інженерія — це сукупність прийомів, методів і технологій одержання рекомбінантних РНК і ДНК, виділення генів з організму (клітин), здійснення маніпуляцій з генами і введення їх в інші організми. 
Клітинна інженерія близька до генетичної інженерії сфера, що досліджує цілеспрямований процес додавання, видалення або модифікації послідовностей генів у живих клітинах для досягнення цілей, таких як додавання або видалення функцій клітини, зміна вимог до клітинного росту та проліферації, тощо. 

### Клінічна інженерія
Клінічна інженерія — це спеціалізована галузь біомедичної інженерії, яка зосереджена на застосуванні інженерних принципів і управлінні технологіями в медичних закладах. Клінічні інженери розробляють нові прилади й методики, та сприяють ефективному використанню медичного обладнання та технологій, сприяючи наданню високоякісної медичної допомоги пацієнтам. Клінічні інженери долають розрив між постачальниками медичних послуг і технологіями, відіграючи вирішальну роль у підтримці та оптимізації медичних пристроїв і систем.
Крім управління обладнанням і безпеки, клінічна інженерія поширюється на інновації в біомедичних пристроях, сприяючи співпраці з дослідниками та інженерами-конструкторами для розробки передових медичних технологій. Крім того, клінічні інженери відіграють ключову роль в інтеграції різних технологій охорони здоров’я, сприяючи безперебійному спілкуванню та обміну даними в медичних закладах. Зі зростаючим значенням телемедицини та медичної інформатики вони також забезпечують надійність і безпеку цифрових рішень у сфері охорони здоров’я, зрештою покращуючи надання медичної допомоги на користь як пацієнтів, так і постачальників медичних послуг. 
Перспективні технології та сфери клінічної інженерії включають, серед інших, швидке розширення телемедицини та дистанційного моніторингу пацієнтів, збільшення використання медичної інформатики та аналізу даних, інтеграцію носимих медичних пристроїв, впровадження робототехніки в хірургії та реабілітації, а також кібербезпека охорони здоров’я для захисту даних пацієнтів та інфраструктури. 

#### Реабілітаційна інженерія
Реабілітаційна інженерія — це спеціалізована галузь біомедичної інженерії, яка зосереджена на медичній реабілітації, покращенні якості життя та функціональних можливостей людей з обмеженими можливостями. Реабілітаційна інженерія поєднує принципи інженерії, біології та медицини для проектування, розробки та адаптації пристроїв і технологій, які допомагають людям із фізичними, сенсорними чи когнітивними порушеннями. Ця сфера відіграє життєво важливу роль у допомозі людям відновити незалежність, брати активну участь у суспільному житті та покращити загальний добробут. (Див. також Медична реабілітація, Нейрореабілітація, Регенератива медицина, Тканинна інженерія, Друк органів, Екзоскелет) 
Реабілітаційна техніка охоплює такі сфери та інші: 
- Допоміжні засоби пересування: до них входять інвалідні візки, протези кінцівок, ортези та екзоскелети, які отримали переваги завдяки прогресу в матеріалах, робототехніці та біомеханіці, покращуючи мобільність і доступність для людей з порушеннями рухливості.
- Доповнювальна та альтернативна комунікація (AAC): ці пристрої — від простих комунікаційних плат до вдосконалених пристроїв для генерування мови з відстеженням очей — є життєво важливими для людей із розладами мови та спілкування. Інженери з реабілітації налаштовують системи AAC відповідно до конкретних потреб користувачів, сприяючи ефективній комунікації.
- Сенсорні покращення: вирішуючи проблеми сенсорних розладів, реабілітаційна інженерія розробляє такі технології, як кохлеарні імпланти для людей із вадами слуху та зорові протези для людей з вадами зору, спрямовані на відновлення або покращення сенсорного сприйняття.

Крім того, реабілітаційна інженерія наголошує на персоналізації, співпраці з клініцистами та терапевтами для адаптації рішень до індивідуальних потреб. Він також сприяє постійним дослідженням та інноваціям, досліджуючи такі технології, як нейрокомпютерні інтерфейси, вдосконалені нейропротези та інші нейрореабілітаційні технології для покращення життя людей з обмеженими можливостями.

##### Штучний інтелект в реабілітації
Штучний інтелект (ШІ) відіграє вирішальну роль у створенні симбіотичного роботизованого протезування, де передові протези інтегровані з ШІ для безперебійної взаємодії між людиною та протезом у повсякденному житті. Нейронний контроль на основі штучного інтелекту дозволяє протезам кінцівок точно інтерпретувати намір користувача на основі нервово-м’язових сигналів, що забезпечує спритні рухи кінцівок. Машинний зір і алгоритми глибокого навчання забезпечують відображення навколишнього середовища в протезах, адаптуючи їх дії до різних об’єктів і місцевості. Персоналізована допомога досягається за допомогою оптимізації протезів за допомогою штучного інтелекту, але залишаються проблеми з тим, щоб зробити штучний інтелект більш надійним, безпечним і соціально прийнятним для контролю над протезами. (Див. також Нейропротезування)

##### Робототехніка в реабілітації
Останні технологічні досягнення в апаратному та програмному забезпеченні призвели до більш індивідуальних та персоналізованих підходів до реабілітації, інтегруючи переносні датчики для виявлення руху та алгоритми машинного навчання для індивідуального втручання. Носимі роботи, підключені до хмари, забезпечать фізичну телереабілітацію на основі даних, пропонуючи клініцистам і користувачам відгуки про біомеханіку та фізіологічні показники, але залишаються проблеми в розробці надійних алгоритмів оцінки та перевірці їх ефективності в реальних умовах. Використання лонгітюдних (зібраних протягом тривалого часу) даних від робототехнічних пристроїх дозволить розробити адаптивні системи, які краще обслуговують кінцевих користувачів і інформують про нові методи персоналізованого навчання та біологічного зворотного зв’язку.

#### Нейроінженерія

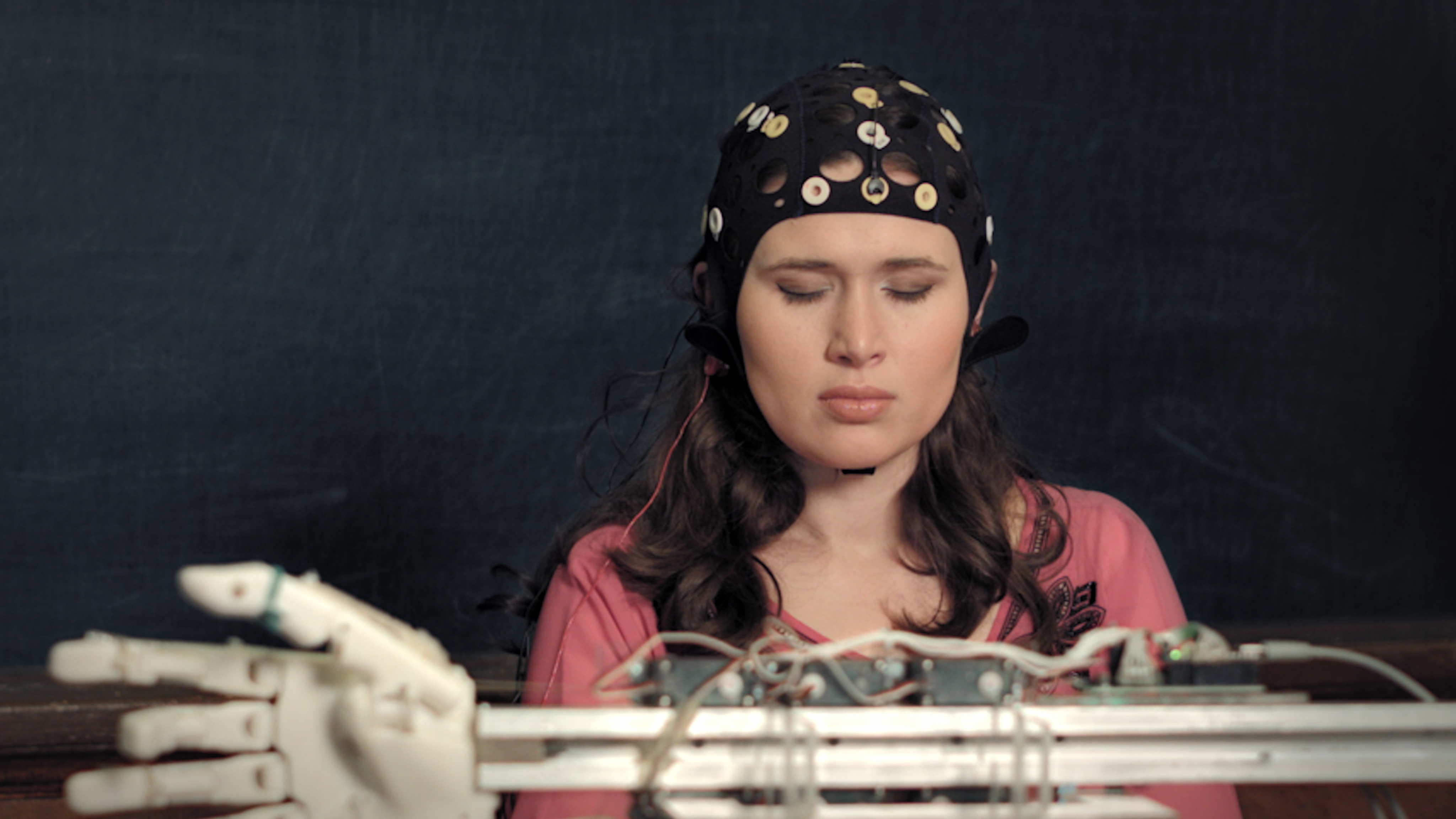
Нейрокомп'ютерний інтерфейс. Управління пластиковою рукою за допомогою думки.

Нейроінженерія — вивчення мозку і нервової системи для заміни або відновлення втрачених розумових, сенсорних і моторних здібностей, впровадження робототехніки контрольованої нервовими імпульсами, розвиток мікроелектронних імплантатів для корекції і покращення функції центральної та периферичної нервової системи. (Див. також Нейрокомп'ютерний інтерфейс, Нейропротезування, Біонічне око)

#### Ортопедична і спортивна біомедична інженерія
Ортопедична і спортивна біомедична інженерія — застосування принципів інженерної механіки і біоматеріалознавства для дослідження і моделювання структури і функції опорно-рухового апарата і проектування штучних протезів його частин, а також дослідження механіки в спорті для покращення спортивних результатів. 

#### Робототехніка
Сучасні медичні роботи можуть виконувати діагностичні та хірургічні процедури, допомагати в реабілітації та забезпечувати симбіотичні протези для заміни кінцівок. Технологія, яка використовується в цих пристроях, включаючи комп’ютерний зір, аналіз медичного зображення, тактильну функцію, навігацію, точні маніпуляції та машинне навчання, може дозволити автономним роботам виконувати діагностичну візуалізацію, дистанційну хірургію, хірургічні підзадачі або навіть цілі хірургічні процедури. Крім того, штучний інтелект у реабілітаційних пристроях і просунутому протезуванні може забезпечити індивідуальну підтримку, а також покращити функціональність і мобільність. Поєднання надзвичайних досягнень у робототехніці, медицині, матеріалознавстві та обчислювальній техніці може забезпечити безпечнішу, ефективнішу та більш доступну допомогу пацієнтам у майбутньому.

##### Робототехніка в хірургії
Робототехніка в хірургії — розробка і використання робото-техніки  і систем обробки зображень в інтерактивному режимі для хірургічних операцій в умовах дистанційного телеспостереження і управління хірургічними інструментами за допомогою маніпуляторів.

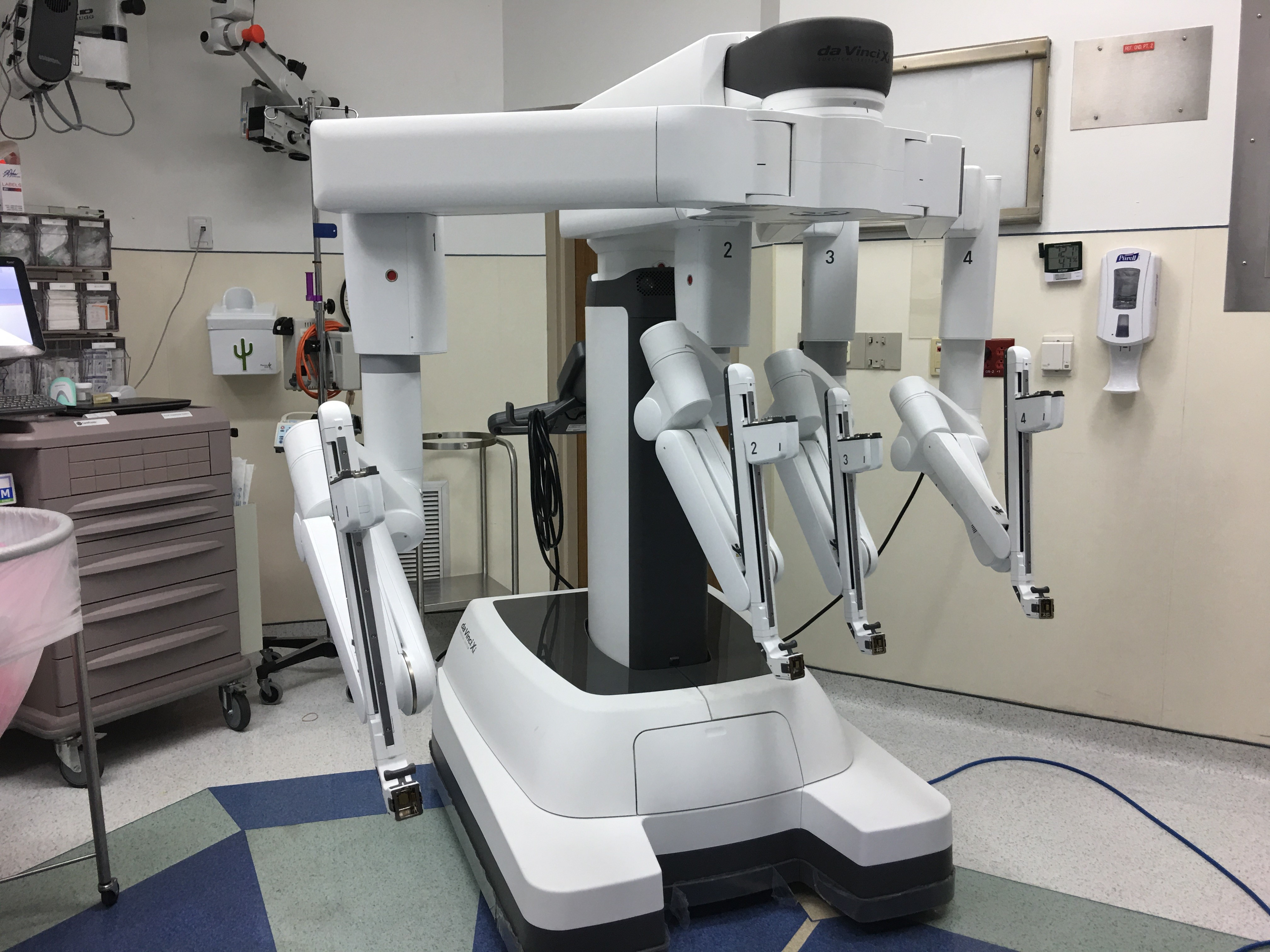
Хірургічний робот Da Vinci Xi

Операції за допомогою роботів стали поширеними, але повністю автономні роботи в операційній все ще далекі через проблеми безпеки. Автономні роботи-хірурги пропонують стандартизовані результати для пацієнтів, підвищену хірургічну точність і потенціал для революції в охороні здоров’я, зробивши якісну хірургію доступною всюди. Ці роботи класифікуються на основі їхнього рівня автономності (LoA) і включають алгоритми ШІ для прийняття хірургічних рішень, починаючи від допомоги хірургам і закінчуючи самостійним виконанням завдань. Однак перед досягненням більш високого рівня автономії необхідно вирішити технічні, нормативні та соціальні проблеми, включаючи потребу в кращому виявленні та реагуванні на варіації в хірургічній сфері та завоювання довіри громадськості до використання ШІ в медицині.
Проте досягається прогрес у «контрольованій автономії», коли роботи виконують певні підзавдання під наглядом людини, такі як обробка кісток і накладення швів, з метою підвищення точності та послідовності. Крім того, автономія під наглядом відкриває можливість телехірургії, дозволяючи досвідченим хірургам дистанційно керувати операціями, розширюючи доступ до кваліфікованих професіоналів у віддалених районах або в надзвичайних ситуаціях. Незважаючи на те, що існують проблеми, які необхідно вирішити, поточні дослідження в цій галузі вказують на потенціал контрольованої автономії для вдосконалення хірургії та телехірургії за допомогою роботів у майбутньому.
М’яка робототехніка має великі перспективи для вдосконалення роботизованої мінімально інвазивної хірургії (RAMIS), надаючи більш гнучких і адаптованих хірургічних роботів зі здатністю деформуватись, згинатис та змінювати жорсткість. Ці м’які роботи пропонують покращену безпеку та доступ до різних ділянок тіла, що робить їх придатними як для діагностики, так і для втручання. Проте все ще є технічні проблеми, які потрібно подолати, зокрема точність, які можливо вирішити за допомогою штучного інтелекту і машинного навчання, та стратегій керування на основі даних.

#### Bio-MEMS (Біо-мікроелектромеханічні системи)
Bio-MEMS —  інтеграція мікроелектромеханічних систем (MEMS) — механічних елементів, датчиків, приводів і електроніки на мікросхемах, включаючи розробку мікророботів, — для діагностики і лікування в медицини та біології.
На 2023 рік, Bio-MEMS є найбільшим і найрізноманітнішим застосуванням пристроїв MEMS. Процес виготовлення включає багато етапів процесу, як-от вибір пластини, літографія, травлення та зв’язування підкладки. Безпека та біосумісность є основними проблемами для інженера Bio-MEMS.

#### Медична техніка
Медична техніка — розробка, вдосконалення та метрологічний контроль медичних приладів і систем, інструментів, сенсорів та приводів, активних і пасивних протезів, штучних органів та їх частин, дослідження їх взаємодії з біологічними об'єктами.

#### Медична візуалізація
Основні статті — Медична візуалізація, Нейровізуалізація, Радіологія, Мікроскопія.
Медична візуалізація — це методика і процес створення візуальних зображень внутрішніх органів, тканин та клітин, з метою проведення клінічного аналізу і медичного втручання. Медична візуалізація використовується для огляду внутрішніх структур тіла людини, а також для діагностики і лікування хвороб. Крім того, медична візуалізація використовується в анатомії та патологічній анатомії.
Перспективним є поєднання новітніх досягнень в штучному інтелекті і робототехніці з медичною візуалізацією. Спочатку штучний інтелект використовувався для керування інструментами під час біопсії, але тепер він більше зосереджується на розумінні зображення, використовуючи семантичну інформацію для покращення навігації та точного досягнення цілей. Використання штучного інтелекту в медичній візуалізації також включає допомогу в отриманні зображення, локалізації та картографуванні під час операції, ендоскопії та бронхоскопії. Однак дефіцит мічених даних для навчальних моделей у медичних роботах залишається серйозною проблемою, що робить неконтрольовані або слабко контрольовані підходи бажаними для усунення цього обмеження.

### Системна біологія
Системна біологія — використання інженерних стратегій, методів та інструментів, в тому числі комп’ютерного моделювання для аналізу експериментальних даних і формулюванні математичного опису фізіологічних подій для отримання комплексного та інтегрованого розуміння функції живих організмів та прогнозування фізіологічних реакцій при плануванні експериментів. (Див. також — Обчислювальна біологія, Біоінформатика, Системна нейронаука)

#### Біоінформатика

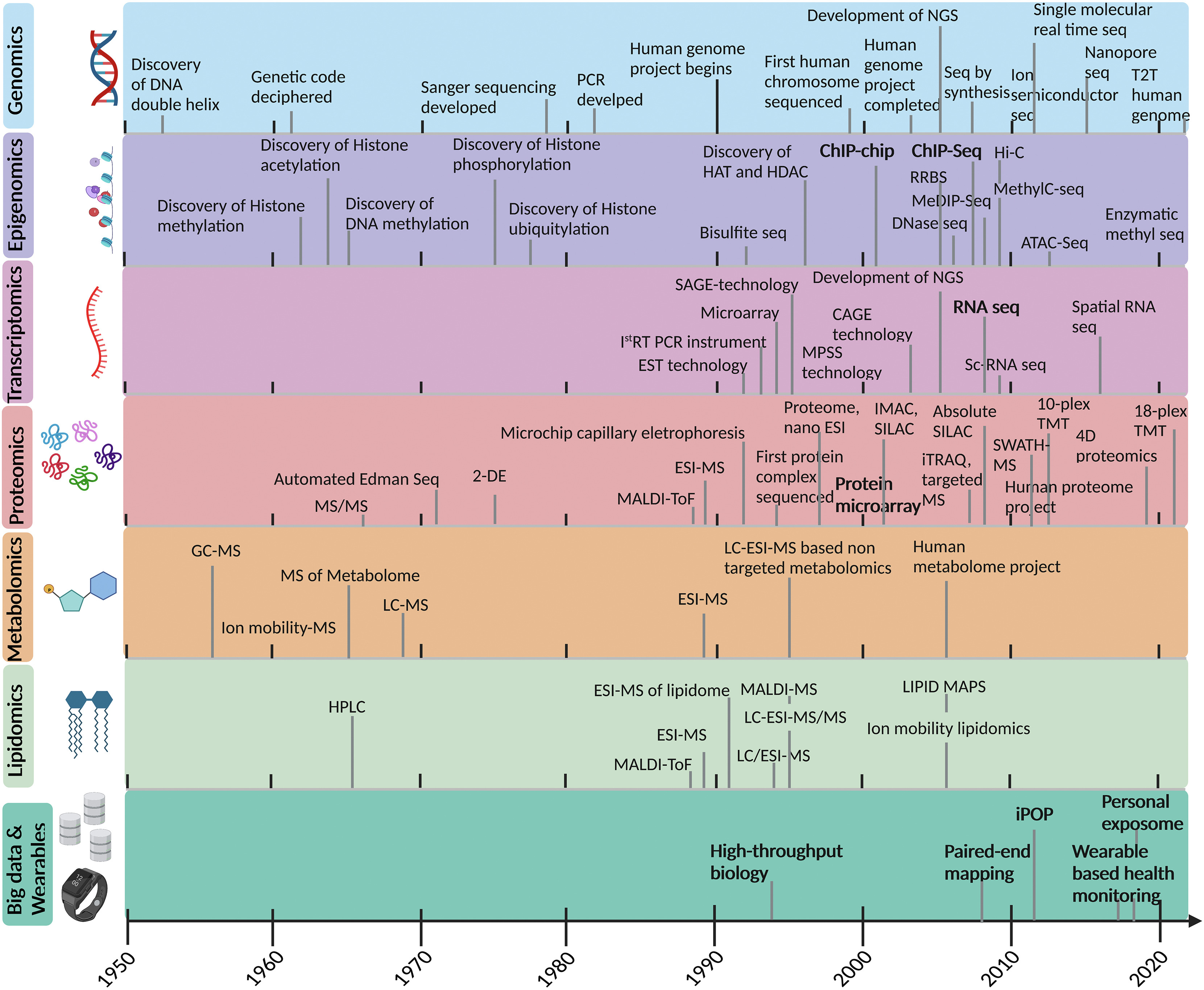
Хронологія основних технологічних розробок і віх в різних аналізах оміксних технологій

Біоінформатика — вивчення закономірностей та принципів інформаційних процесів у медичних і біологічних системах, створення комп’ютерних засобів збереження, оброблення, передачі інформації і прийняття рішень в медицині і біології, а також моделювання, прогнозування, управління станом медичних і біологічних систем, створення віртуальної реальності  для потреб діагностики і терапії. (Див. також — Обчислювальна біологія, Біокібернетика, Нейроінформатика)

#### Мультиоміка
Основні статті — Мультиоміка, Оміксні технології; Геноміка, Епігеноміка, Протеоміка, Метаболоміка, Транскриптоміка, Ліпідоміка, Метагеноміка, Інтерактоміка та інші.

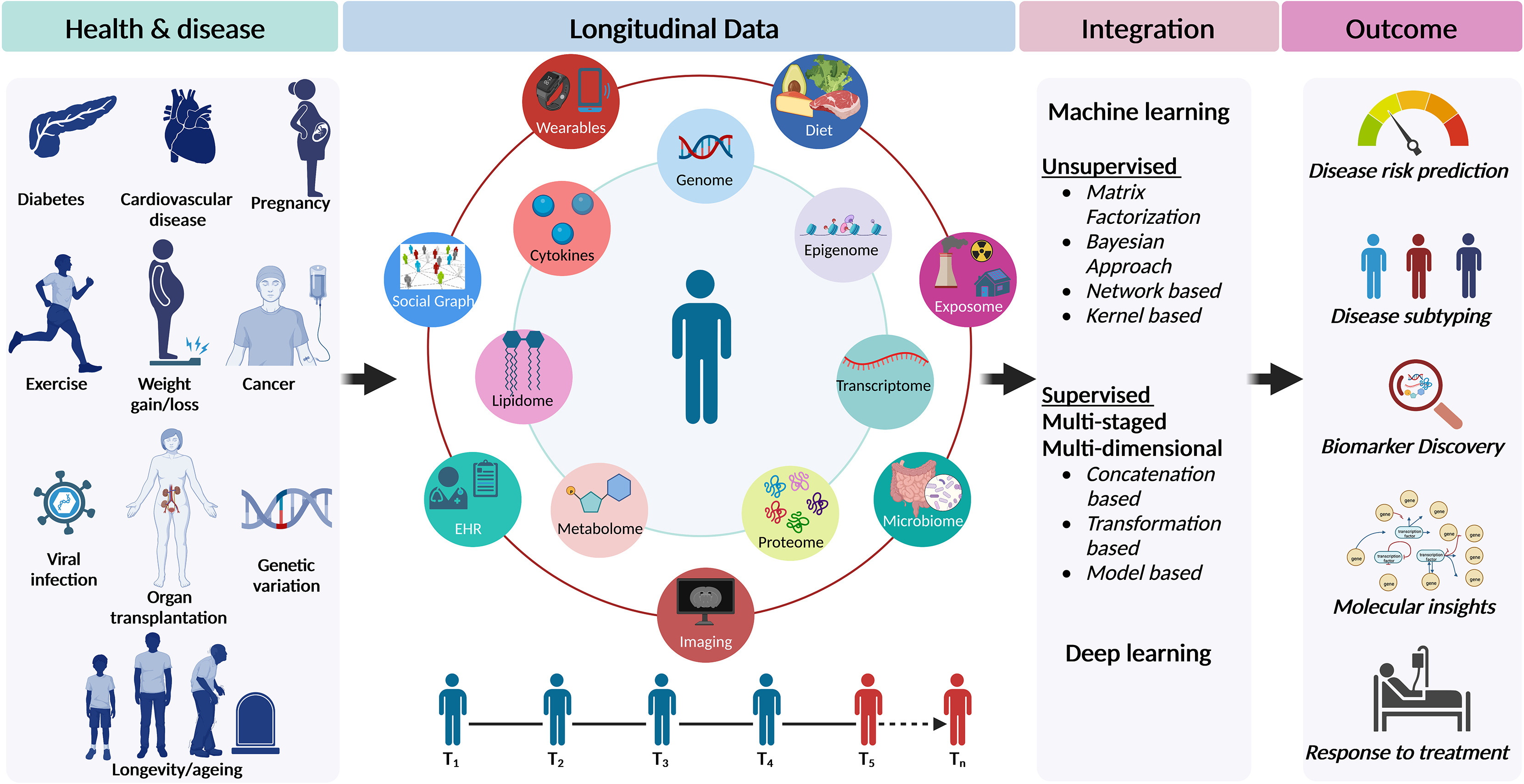
Поєднання даних оміксних технологій з іншими біомедичними даними для цілісного дослідження здоров'я

Мультиоміка — це підхід до біологічного аналізу, спрямований на використання та інтеграцію великої кількості даних, наданої дослідженнями «-омами», такими як геном, протеом, транскриптом, епігеном, епітранскриптом, метаболом, інтерактом, мікробіом (метагеном, метатранскриптом, метапротеом) та інші, щоб розвинути комплексне та цілісне розуміння біологічних систем.
- Протеоміка — дослідження механізмів синтезу і відтворення видо специфічних білків з метою розробки технічних засобів виявлення та контролю розповсюдження збудників інфекції.

### Медична біотехнологія
Медична біотехнологія — створення і використання живих організмів (або частини організмів) для штучного створення або заміни клітин, тканин та органів людського тіла, для штучного вдосконалення  і корекції їх функцій, розробка на цій основі лікувальних і діагностичних технологій та засобів. (Див. також Клітинна інженерія, Синтетична біологія)

### Нанотехнології
Основні статті — Наномедицина, Нанобіотехнологія, Біосенсори, Біомолекулярна електроніка, Нанотехнології, Наноматеріали, Наносенсори.
Мікро- та нанотехнології в біомедичній інженерії — дослідження та розробка технологій створення і застосування технічних засобів і матеріалів розміри яких знаходяться в діапазоні мікро- і нанометрової шкали для використання специфічних властивостей і розмірів наноматеріалів, наноструктур та нанопристроїв для профілактики, діагностики, лікування та реабілітації.
Застосування нанотехнологій у біомедичній інженерії є широким і охоплює кілька міждисциплінарних областей наномедицини, діагностики та нанотераностики. Зокрема, нанотехнології відіграють важливу роль у тканинній інженерії й друці органів, надаючи каркаси та наноматеріали, які підтримують ріст клітин і регенерацію тканин. Нановолокна, наночастинки та нанокомпозити імітують позаклітинний матрикс, сприяючи клітинній адгезії та диференціації, що призводить до створення функціональних тканин і органів.

#### Наноматеріали
Напівпровідникові нанокристали, також відомі як квантові точки, зазвичай використовуються в оптичних зображеннях та медичній візуалізації для діагностики таких захворювань, як рак, чи для доставки ліків.
Різноманітні наночастинки металу та оксиду металу, а також двовимірні наноструктури на основі вуглецю (див. Вуглецеві нанотрубки) є перспективними терапевтичними засобами, а також можуть використовуватися в захисних противірусних й антибактеріальних цілях. Подібним чином низка наноматеріалів продемонструвала потенціал для подолання недоліків звичайних противірусних препаратів.
Останніми роками наноматеріали стали однією з найбільш динамічних галузей досліджень у сферах техніки, технології та науки. Наноматеріали у біомедичних галузях використовуються, наприклад, для лікування раку, для ортопедичних замін суглобів, для медичної діагностики, для виготовлення кісткових пластин, для загоєння ран, для регенерації нервів, для грудних імплантатів, у стоматологічних процедурах тощо.

#### Наносенсори
Нанобіосенсори — це наносенсори, що використовують хімічні, електричні, оптичні та магнітні властивості матеріалів для виявлення білків, пептидів, ферментів, цитокінів тощо, що може бути вкрай корисно в багатьох галузях біомедичної інженерії, наприклад, в тканинній інженерії.

## Біомедичний інженер
Біомедичний інженер — працівник міждисциплінарної галузі науки та техніки, яка поєднує інженерію та науки про життя. Він має спеціальну вищу інженерну освіту у сфері розробки, конструювання, виробництва, експлуатації, ремонту, сервісного обслуговування, експертизи і сертифікації, оцінки відповідності технічним регламентам, стандартам біозахисту та біобезпеки: біологічної та медичної техніки, біомедичних виробів і біоматеріалів медичного призначення, пов'язаних з ними штучних органів, біологічних і медичних технологій, а також відповідного програмного забезпечення та інформаційних технологій для біології, медицини та медичного приладобудування.

## Додаткова література

### Книги
- Серія книг Series in Biomedical Engineering (Springer, 2008-2021+)
- Серія книг Biomedical Engineering: Techniques and Applications (Routledge, 1998-2023+)
- Joseph Tranquillo, Jay Goldberg, Robert Allen (2023). Biomedical engineering design. London, UK. ISBN 978-0-12-816625-3.
- Hosseinkhani, Hossein (2023). Biomedical engineering: materials, technology, and applications. Weinheim, Germany. ISBN 978-3-527-82667-4.
- Оптико-електронні методи і засоби для обробки та аналізу біомедичних зображень: монографія / В. П. Кожем'яко, С. В. Павлов, К. І. Станчук; М-во освіти і науки України, Вінницький нац. техн. ун-т. – Вінниця: УНІВЕРСУМ-Вінниця, 2006. – 201 с.

### Журнали
- Nature Biomedical Engineering (сайт)
- Nature Reviews Bioengineering (сайт)
- Біомедична інженерія і технологія
- IEEE Transactions on Biomedical Engineering
- Annals of Biomedical Engineering
- Annual Review of Biomedical Engineering
- Biomedical Engineering Advances
- BioMedical Engineering Online
- IEEE Reviews in Biomedical Engineering
- Critical Reviews in Biomedical Engineering
- Bioinspired, Biomimetic and Nanobiomaterials
- Journal of Biomedical Nanotechnology
- Advanced Healthcare Materials
- Bioactive Materials
- Biosensors & Bioelectronics
- Nanobiomedicine
- Smart Materials in Medicine
- Lab on Chip
- Advanced Intelligent Systems